# 더글라스 브라보

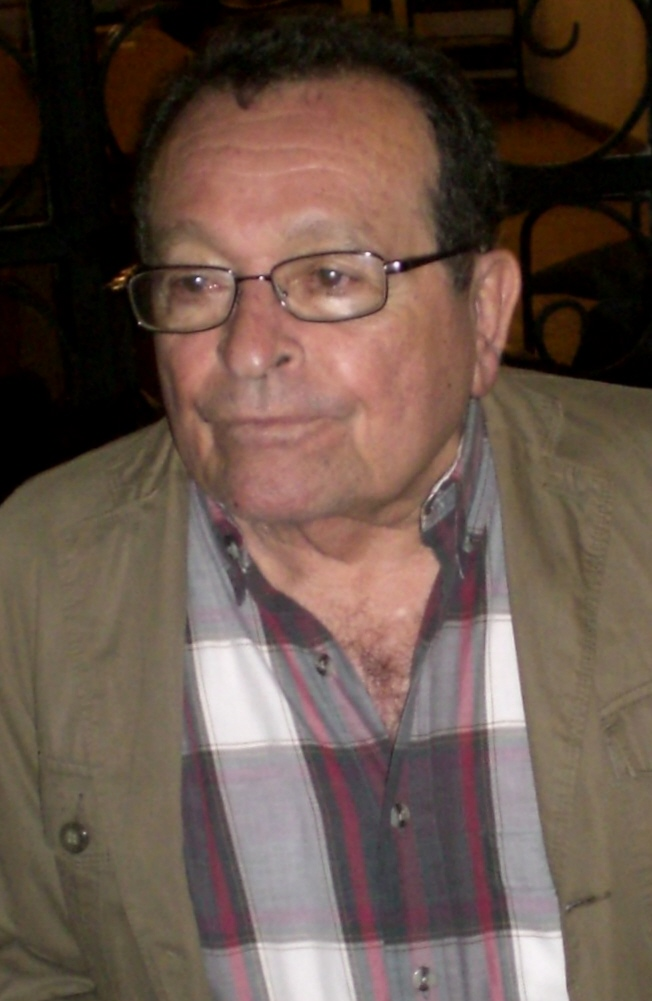
더글라스 브라보

더글라스 이그나시오 브라보 모라(스페인어: Douglas Ignacio Bravo Mora, 1932년 3월 11일 ~ 2021년 1월 31일)는 베네수엘라의 정치인이다.

## 개요
1932년에 베네수엘라 팔콘 주에서 태어난 그는 만 12세가 되는 해인 1946년에 베네수엘라 공산당에 입당했지만, 1964년 마르크스-레닌주의에 반대하는 행보를 보여 당에서 제명되었다.

### 게릴라 활동
1966년 그는 독립좌익노선의 좌익민족주의 정당인 베네수엘라 혁명당을 창당했다. 당시 베네수엘라는 1959년 군사독재정권이 무너지고나서, 중도파 성향의 정당인 민주행동당이 연이어 집권했는데, 그들은 베네수엘라 국내의 빈부격차 문제를 제대로 해결하지 못했으며, 군부독재 정권과 마찬가지로 좌익 정당을 탄압하기 시작했다. 이에 대항하기 위해 그는 베네수엘라 혁명당 내 동지들과 함께 당시 베네수엘라 공산당을 포함한 수많은 공산주의 및 좌익 운동가들이 포진해있던 베네수엘라 민족해방 무장전선에 입단하여 게릴라 생활을 시작하였다. 그는 1967년에 사령관 자리에 올랐다. 사령관 자리에 오른 그는 마르크스-레닌주의 성향의 민족해방전선을 베네수엘라 민족주의와 반제국주의 노선으로 바꾸려 시도하였다.
1970년대 카를로스 안드레스 페레스 정부의 대대적인 게릴라 숙청이 진행되면서 프랑스로 망명했지만, 몇년 후 다시 모국으로 돌아와서 게릴라 활동에 매진했다.
1972년 이후 베네수엘라 내 빈부격차가 더욱 심각해지면서 더글라스 브라보가 이끄는 민족해방전선은 강력한 세를 꾸리게 되었다. 이와중인 1980년에 그는 당시 베네수엘라의 진보적인 사상을 가진 군 장교였던 우고 차베스와 접선하여 그에게 혁명 사상과 혁명 전술을 가르쳐주었다.
베네수엘라 1992년 쿠데타가 일어나면서 그는 우고 차베스의 군대와 합류하여 개혁적 쿠데타를 도왔으나, 결국 실패하여 우고 차베스와 함께 체포 되어 수감되게 되며, 1년 뒤 사면되었다.
그는 베네수엘라 연합사회당의 간부이자 베네수엘라 시민단체인 베네수엘라 제3전선의 지도자였으며, 니콜라스 마두로 정부에게 정책 자문을 하였다.
코로나19 범유행중에 베네수엘라 코로에서 코로나19로 사망했다.